# Classement Elo
Pour les articles homonymes, voir Elo.

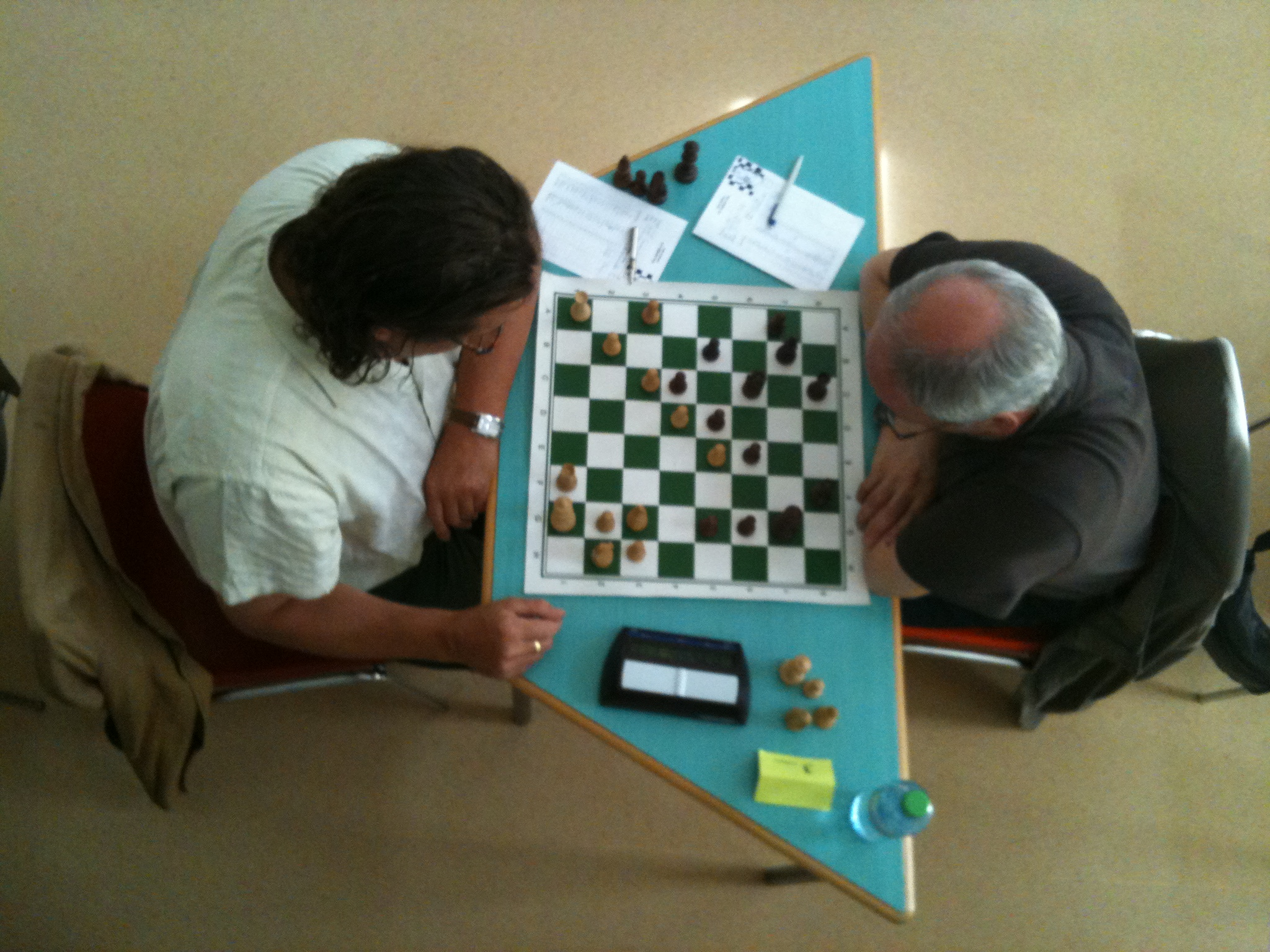
Des joueurs d’échecs en pleine partie.

Le classement Elo (découlant de la notation ou score Elo) est un système d’évaluation comparatif du niveau relatif de joueurs dans les jeux à somme nulle.
Ce système est notamment utilisé pour les échecs, le go, le football (depuis juillet 2018, mais de manière non officielle), par de nombreux jeux en ligne, pour la comparaison de chatbots, en études comportementales, etc. Tout joueur qui participe à ce type de compétition se voit attribuer un classement provisoire,  qui évolue en fonction de ses performances, et qui reflète sa probabilité de gagner.
Bien que le terme Elo se trouve parfois écrit en majuscules (« ELO »), il ne s’agit pas d’un acronyme car celui-ci doit son nom à son inventeur, Arpad Elo, un professeur de physique et joueur d’échecs américain d’origine hongroise.

## Principe
Le classement Elo attribue au joueur, suivant ses performances passées, un nombre de points (« points Elo ») tel que deux joueurs supposés de même force aient le même nombre de points. Plus le joueur est performant et plus son nombre de points Elo est élevé. Si un joueur réalise une performance supérieure à son niveau estimé, il gagne des points Elo. Réciproquement, il en perd s'il réalise une contre-performance. L'ordre chronologique des classements est important : supposons un joueur ayant un classement Elo initial {\displaystyle R_{t}} (R pour rating) au moment {\displaystyle t}. S'il perd par exemple 15 points Elo lors de la période {\displaystyle [t;t+1]}, sa performance attendue pour la période suivante {\displaystyle [t+1;t+2]} est elle-même abaissée de 15 points, ce qui fait qu'avec une performance en {\displaystyle [t+1;t+2]} conforme à son niveau initial de {\displaystyle R_{t}}, il pourrait gagner lors de cette période (par exemple) 20 points Elo, l'amenant ainsi au-dessus de son niveau initial {\displaystyle R_{t}}.
Par ailleurs, une même différence de points entre deux joueurs implique la même espérance de gain. Par exemple un joueur classé 2 850 Elo a autant de chance de battre un joueur classé 2 800 Elo, qu'un joueur classé 1 550 Elo a de chance de battre un joueur classé 1 500 Elo.

## Historique
La Fédération américaine des échecs (USCF), a utilisé le système d’Arpad Elo dès 1960. Il fut ensuite adopté par la Fédération internationale des échecs (FIDE) en 1970. Arpad Elo a décrit son travail en détail dans son livre The Rating of Chessplayers, Past and Present, publié en 1978.
En étudiant la force des joueurs en se fondant sur leurs résultats, Arpad Elo a déduit que leur force pouvait se mesurer par un classement en points distribué selon une loi normale de répartition.
Des tests statistiques ultérieurs ont montré que la force échiquéenne n’est pas tout à fait distribuée selon une loi normale. Aussi, l’USCF et la FIDE ont fait évoluer la formule de calcul vers une loi logistique. Cependant, le classement international continue d’être appelé « classement Elo » en mémoire de la contribution du professeur Elo.

## Théorie mathématique

### Force relative de deux joueurs
Le classement Elo est fondé sur la notion de force relative de deux joueurs. Soit {\displaystyle q} la probabilité de gagner d’un joueur A contre un joueur B :
Le rapport entre la probabilité de gagner du joueur A et la probabilité de perdre de ce même joueur A (cette dernière étant aussi la probabilité de gagner de son adversaire B) exprime la force relative de A contre B.
Littéralement, si la force relative du joueur A par rapport au joueur B vaut {\displaystyle f(q)}, A a statistiquement {\displaystyle f(q)} fois plus de chances de gagner que de perdre face à B. La force relative entre deux joueurs peut être déterminée précisément si ceux-ci ont disputé entre eux un nombre significatif de parties.
Exemple
Du point de vue du joueur A : Si  {\displaystyle q=0{,}6} (c'est-à-dire 60 % de chance que A batte B), alors {\displaystyle f(0{,}6)={\frac {0{,}6}{1-0{,}6}}=1{,}5} et A a une fois et demie plus de chance de gagner que de perdre face à B.
Du point de vue du joueur B, {\displaystyle q=0{,}4} donc {\displaystyle f(0{,}4)={\frac {0{,}4}{1-0{,}4}}={\frac {2}{3}}} et B a (environ) 0,667 fois plus de chance de gagner que de perdre face à A.

### Probabilité de gain
Connaissant la probabilité {\displaystyle q} de gain d’un joueur A contre un joueur B ainsi que la probabilité {\displaystyle r} de gain du joueur B contre un joueur C, quelle est la probabilité {\displaystyle p} de gain du joueur A contre le joueur C ?  
On note :
{\displaystyle q=P(A/B)\;} la probabilité de gain de A contre B
{\displaystyle r=P(B/C)\;} la probabilité de gain de B contre C
{\displaystyle p=P(A/C)\;} la probabilité de gain de A contre C
Une hypothèse supplémentaire est faite : la force de A contre C est égale au produit des forces intermédiaires, celle de A contre B par celle de B contre C :
D'après le paragraphe précédent, la force de A contre C est telle que {\displaystyle f(p)={\frac {p}{1-p}}}, dont on déduit la probabilité de gain de A contre C : 

 Exemple 
- Si {\displaystyle q=0{,}75} alors {\displaystyle f(q)=3} et A a trois fois plus de chance de gagner que de perdre contre B.
- Si {\displaystyle r=0{,}667} alors {\displaystyle f(r)=2} et B a deux fois plus de chance de gagner que de perdre contre C.
- Par conséquent {\displaystyle f(p)=3\times 2=6} et A a six fois plus de chance de gagner que de perdre contre C.
- La probabilité de gain de A contre C vaut donc {\displaystyle p={\frac {6}{1+6}}={\frac {6}{7}}}, soit 85,7 % de chances que A batte C.

### Recherche d'un classement
L’idée du classement Elo est de convertir à l’aide d’une fonction, la probabilité de gain d’un joueur contre un autre en une valeur qui représente l'écart de niveau entre les deux joueurs. Grâce à cette valeur (classement Elo) il devient possible de classer l'ensemble des joueurs, y compris ceux qui ne se sont pas rencontrés.

#### Table de conversion entre probabilité de gain et écart entre classements Elo
La table de conversion, suivante est la fonction {\displaystyle D(p)} utilisée dans le classement Elo, qui prend en entrée la probabilité {\displaystyle P(A/C)} de gain de A contre C, et renvoie en sortie un nombre, l'écart de classement Elo entre ces deux joueurs.
| 99 % | 677 | 79 % | 230 | 59 % | 65  | 39 % | -80  | 19 % | -251 |
| 98 % | 589 | 78 % | 220 | 58 % | 57  | 38 % | -87  | 18 % | -262 |
| 97 % | 538 | 77 % | 211 | 57 % | 50  | 37 % | -95  | 17 % | -273 |
| 96 % | 501 | 76 % | 202 | 56 % | 43  | 36 % | -102 | 16 % | -284 |
| 95 % | 470 | 75 % | 193 | 55 % | 36  | 35 % | -110 | 15 % | -296 |
| 94 % | 444 | 74 % | 184 | 54 % | 29  | 34 % | -117 | 14 % | -309 |
| 93 % | 422 | 73 % | 175 | 53 % | 21  | 33 % | -125 | 13 % | -322 |
| 92 % | 401 | 72 % | 166 | 52 % | 14  | 32 % | -133 | 12 % | -336 |
| 91 % | 383 | 71 % | 158 | 51 % | 7   | 31 % | -141 | 11 % | -351 |
| 90 % | 366 | 70 % | 149 | 50 % | 0   | 30 % | -149 | 10 % | -366 |
| 89 % | 351 | 69 % | 141 | 49 % | -7  | 29 % | -158 | 9 %  | -383 |
| 88 % | 336 | 68 % | 133 | 48 % | -14 | 28 % | -166 | 8 %  | -401 |
| 87 % | 322 | 67 % | 125 | 47 % | -21 | 27 % | -175 | 7 %  | -422 |
| 86 % | 309 | 66 % | 117 | 46 % | -29 | 26 % | -184 | 6 %  | -444 |
| 85 % | 296 | 65 % | 110 | 45 % | -36 | 25 % | -193 | 5 %  | -470 |
| 84 % | 284 | 64 % | 102 | 44 % | -43 | 24 % | -202 | 4 %  | -501 |
| 83 % | 273 | 63 % | 95  | 43 % | -50 | 23 % | -211 | 3 %  | -538 |
| 82 % | 262 | 62 % | 87  | 42 % | -57 | 22 % | -220 | 2 %  | -589 |
| 81 % | 251 | 61 % | 80  | 41 % | -65 | 21 % | -230 | 1 %  | -677 |
| 80 % | 240 | 60 % | 72  | 40 % | -72 | 20 % | -240 |      |      |

En ce qui concerne le jeu d'échecs, la FIDE a instauré la règle suivante : un écart de classement de plus de 400 points sera comptabilisé comme s'il s'agissait d'un écart de 400 points pour les besoins du classement. 

#### Relation entre force relative des joueurs et différence de points Elo
Pour obtenir un classement Elo, nous cherchons une fonction  {\displaystyle D(p)} telle que la différence de points Elo entre les joueurs A et C soit égale à la somme des différences de points Elo entre A et B d’une part et entre B et C d’autre part, ce qui n’est pas le cas avec le produit des forces.

Nous devons remplacer {\displaystyle f(p)=f(q)\times f(r)} par : 
Posons {\displaystyle D(p)=L[f(p)]} où {\displaystyle L} est la fonction que l'on cherche.
{\displaystyle D(p)=D(q)+D(r)\ \Leftrightarrow \ L[f(p)]=L[f(q)]+L[f(r)]}
Or : {\displaystyle f(p)=f(q)\times f(r)}, donc {\displaystyle L[f(q)\times f(r)]=L[f(q)]+L[f(r)]}.
Cette transformation par la fonction {\displaystyle L} d’un produit en somme est la définition d'une fonction logarithme.
On choisit le logarithme décimal, noté {\displaystyle \log }, et pour étendre la plage des valeurs on introduit le facteur multiplicatif 400.

D(p)

D'où la formule de Elo :

##### Exemple

p(D)

Avec {\displaystyle q=0,75} et  {\displaystyle r=0,667}, les forces sont  {\displaystyle f(q)=3}, {\displaystyle f(r)=2}, et {\displaystyle f(p)=6}.
{\displaystyle D(q)=400\log(3)=190,85}, {\displaystyle D(r)=400\log(2)=120,41}, 
{\displaystyle D(p)=190,85+120,41=311,26}.
On vérifie que l'on a bien {\displaystyle D(p)=400\log(6)=311,26}

#### Relation entre différence de points Elo et probabilité de gain
La fonction réciproque {\displaystyle p(D)} donne la probabilité de gain en fonction de la différence de points Elo {\displaystyle D} :

## Mode de calcul

### Application pratique
Aux échecs, la fonction {\displaystyle p(D)} est utilisée pour calculer le nouvel Elo {\displaystyle E_{n+1}} en fonction de l'ancien  {\displaystyle E_{n}} : 
{\displaystyle E_{n+1}=E_{n}+K[W-p(D)]}
{\displaystyle p(D)} est le résultat attendu (fonction de la différence {\displaystyle D} de Elo avec l'adversaire), donné par la formule ci-dessus.
{\displaystyle W} est le résultat de la partie : 1 pour une victoire, 0,5 pour un nul et 0 pour une défaite.
{\displaystyle W-p(D)} est l’écart entre le résultat de la partie et le résultat attendu.
Si le résultat de la partie est égal au résultat attendu, {\displaystyle W=p(D)}, le classement Elo ne change pas.
Le coefficient {\displaystyle K} est appelé coefficient de développement. Il vaut 40 pour les 30 premières parties, 20 tant que le joueur est en dessous de 2 400 points Elo, 10 s'il est au-dessus.
Exemple
Un joueur classé 1800 Elo joue contre un joueur classé 2 005 Elo, soit une différence {\displaystyle D=1\,800-2\,005=-205}. Il a une probabilité de gain {\displaystyle p(D)=0,235}, tandis que son adversaire a une probabilité de gain complémentaire {\displaystyle p(-D)=0,765}.
- En faisant match nul ({\displaystyle W=0,5}), avec  {\displaystyle K=20} nous avons le nouveau classement pour le joueur classé 1 800 Elo :

{\displaystyle E_{n+1}=1\,800+20\times (0,5-0,235)=1\,800+5=1\,805}
Le joueur classé 2 005 Elo perdra de son côté 5 points, le calcul étant parfaitement symétrique, en effet pour lui nous avons :
{\displaystyle E_{n+1}=2\,005+20\times (0,5-0,765)=2\,005-5=2\,000}
- Si au contraire le joueur classé 1 800 Elo gagne (W=1 pour lui, et W=0 pour son adversaire), cela donne un nouveau classement pour le joueur classé 1 800 Elo :

{\displaystyle E_{n+1}=1\,800+20\times (1-0,235)=1\,800+15=1\,815}
Le joueur classé 2 005 Elo perdra de son côté 15 points :
{\displaystyle E_{n+1}=2\,005+20\times (0-0,765)=2\,005-15=1\,990}
En pratique la FIDE limite ces calculs en plafonnant {\displaystyle D} à 400 points. S’il y a plus de 400 points d’écart, donc plus de 91 % de chances de gain théoriques, la différence est ramenée à 400 points.

### Le coefficient K

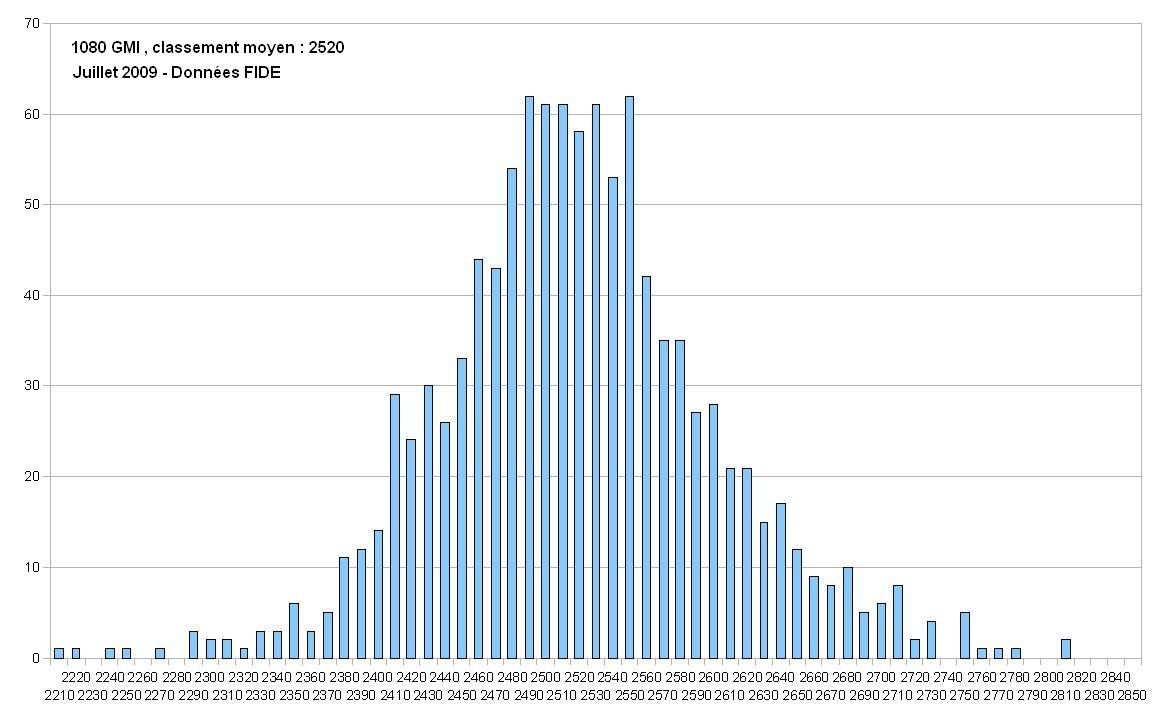
Nombre de GMI par tranche de 10 points Elo (juillet 2009).

Du coefficient de développement K dépend la volatilité du classement. Plus K est élevé, plus les changements dans le classement seront importants, cela permet aux nouveaux joueurs entrants dans le classement de progresser rapidement vers leur niveau réel. Les joueurs anciens dans le classement ont un facteur K moins élevé et les joueurs qui ont atteint un classement Elo supérieur à 2 400 points ont leur facteur K au minimum, même si leur classement redescend en dessous de 2 400 points. Ce coefficient est de 40 points pour les nouveaux joueurs jusqu'à leur trentième partie, puis 20 tant que leur classement reste inférieur à 2 400 points, et enfin 10 pour les joueurs ayant atteint 2 400 points Elo. À noter que K vaut 40 pour tout joueur jusqu’à son 18e anniversaire, tant que son classement reste en dessous de 2 300 points.
À l’initialisation du processus en 1970, il fut décidé que tous les grands maîtres internationaux du monde avaient un classement de 2 500 points Elo. C’est à partir de cette base initiale de joueurs que le classement fut progressivement calculé pour tous les autres joueurs.
On peut parler d'une « inflation » du Classement Elo si au fil des années le nombre de très forts joueurs progresse plus vite que celui des autres catégories de joueurs (Jean-François Hunon a écrit : « Si vous êtes fort joueur, le système vous donne trop de points si vous faites un bon tournoi et ne vous en enlève pas assez si vous faites un mauvais tournoi. Si vous êtes faible (!) joueur, le système ne vous donne pas assez de points si vous faites un bon tournoi et vous en enlève trop si vous faites un mauvais tournoi. »). Cependant, la moyenne du classement Elo des Grands Maîtres Internationaux n'a que très peu varié depuis 1970 et s'établit toujours à 20 points près autour de 2 500 points Elo, ce qui semble invalider les « théories de l'inflation » du classement Elo. La raison toute simple est que le titre de grand maître est attribué en fonction du classement Elo. En effet, pour devenir grand maître, il faut (à quelques cas particuliers près, comme les championnats nationaux qui peuvent être pris en compte pour l'attribution des normes) : 1) trois normes qui sont des performances supérieures à 2 600 points Elo dans des tournois internationaux dans lesquels le joueur aura rencontré au moins trois grands maîtres ; 2) un classement Elo d'au moins 2 500 points.

### Calcul du classement par la Fédération internationale des échecs (FIDE)

#### Premier classement d'un joueur.
| {\displaystyle p} | {\displaystyle D(p)} |
| ----------------- | -------------------- |
| 1,00              | + 800                |
| 0,99              | + 677                |
| 0,9               | + 366                |
| 0,8               | + 240                |
| 0,7               | + 149                |
| 0,6               | + 72                 |
| 0,5               | 0                    |
| 0,4               | − 72                 |
| 0,3               | − 149                |
| 0,2               | − 240                |
| 0,1               | − 366                |
| 0,01              | − 677                |
| 0,00              | − 800                |

On veut déterminer le premier classement (classement initial), Rn, du joueur (R pour rating (classement), n pour nouvel Elo).

##### Classement Rudans une compétition
On calcule d'abord le classement Ru (u pour unknown (inconnu)) d'un joueur dans une compétition où il rencontre au moins trois joueurs classés FIDE. Pour cela : 
- on détermine le classement moyen de l'opposition (les joueurs classés) lors du tournoi, Rc (c pour compétition). Dans un système suisse, il s'agit simplement la moyenne des classements des adversaires déjà classés FIDE. Dans le cas d'un tournoi toutes rondes, la formule du calcul de Rc est donnée sur le site de la FIDE[9] ;
- on calcule le pourcentage de gain contre ces adversaires (la performance du joueur), {\displaystyle p}, c’est-à-dire la somme des points obtenus divisée par le nombre de parties ;
- on détermine {\displaystyle D(p)} en fonction de la table FIDE[9] dont un extrait est donné à droite (les valeurs de 800 et - 800 pour p=1 ou 0 sont arbitraires).

Pour obtenir le classement, Ru, du joueur pour la compétition :
- si {\displaystyle p=0,5} (le joueur marque 50 % des points), alors Ru = Rc
- si {\displaystyle p<0,5} (le joueur marque moins de 50 % des points), alors Ru = Rc +  {\displaystyle D(p)} pour un système suisse (pour un tournoi toutes rondes, la formule est donnée sur le site de la FIDE[9]).
- si {\displaystyle p>0,5} (le joueur marque plus de 50 % des points), alors Ru = Rc + 20 points par demi-point marqué au-dessus de 50 % des points, c'est-à-dire Ru = Rc + 20 x (Nombre de victoires − Nombre de défaites).

Exemple
Un joueur joue 10 parties, il réalise 2 nulles, 3 victoires et 5 défaites, soit {\displaystyle 2\times 0,5+3\times 1+5\times 0=4} points. Son pourcentage de gains sur ces 10 parties vaut {\displaystyle p=4/10=0,4}, et {\displaystyle D(p)=-72}. Nous avons alors Ru = Rc{\displaystyle -72}.
Un joueur joue 10 parties, il réalise 2 nulles, 5 victoires et 3 défaites, soit {\displaystyle 2\times 0,5+5\times 1+3\times 0=6} points. Son pourcentage de gains sur ces 10 parties vaut {\displaystyle p=6/10=0,6}. Dans ce cas, Ru = Rc{\displaystyle +20\times (5-3)}=Rc{\displaystyle +40}

##### Premier classement publié Rn
Dès que 5 parties sont jouées contre des joueurs classés, le premier classement publié, Rn, est égal à la moyenne pondérée des Ru de chaque tournoi, arrondie à l’entier le plus proche, si toutefois celle-ci dépasse 1000 (seuil plancher au 1er juillet 2012). Depuis le 1er juillet 2014, il suffit de faire au moins une partie nulle (1/2 point) sur un minimum de 5 parties jouées contre des joueurs classés et avoir un classement Rn supérieur à 1000.
Exemple
Un joueur joue un total de vingt parties lors de trois tournois contre des joueurs classés : 
- lors du premier tournoi il réalise un Ru= 2 280 sur 5 parties ;
- lors du deuxième, Ru= 2 400 sur 10 parties ;
- lors du troisième, Ru= 2 000 sur 5 parties.

Son premier classement publié sera :
- Rn = (2 280 × 5 + 2 400 × 10 + 2 000 × 5) / 20 = 2 270.

#### Joueurs ayant déjà un classement
Pour chaque partie jouée contre un joueur classé FIDE (dans un système suisse, on ne tient pas compte des résultats contre les joueurs non classés) :
- on détermine la différence D de classement (au début du tournoi) entre le joueur adverse et le sien (ramenée à 400 si elle dépasse 400 depuis le 1er juillet 2009 - au lieu de 350 avant cette date) ;
- on détermine {\displaystyle p(D)} à l’aide de la table FIDE ou grâce à la formule {\displaystyle p(D)={\frac {1}{1+10^{\frac {-D}{400}}}}} ;
- on détermine un coefficient {\displaystyle K} qui vaudra : 
  - {\displaystyle K=40} jusqu’à la 30e partie du joueur, sinon,
  - {\displaystyle K=20} pour un classement Elo en dessous de 2 400 Elo, sinon,
  - {\displaystyle K=10} pour un classement Elo au-dessus de 2 400.

Soit {\displaystyle W} le résultat (c'est-à-dire le score) contre l’adversaire classé {\displaystyle \left(W=1,{\tfrac {1}{2}},0\right)}, 
le nouveau classement sera :
(où {\displaystyle E_{n}} est le classement avant de rencontrer le joueur classé)
Dans un tournoi toutes rondes, on tient compte des joueurs non classés seulement après qu'ils ont joué contre tous les joueurs classés. Pour chacun de ces joueurs non classés, on calcule un classement estimé, Ru (la procédure en plusieurs étapes est décrite sur le site de la FIDE), puis on utilise Ru pour calculer la différence D (que l'on plafonne à 400) entre le joueur classé et le joueur non classé.
Depuis juillet 2012, le classement FIDE est mis à jour tous les mois, et publié tous les 1er du mois. Si un joueur a joué moins de quatre parties classées sur une période d’un an, il est considéré comme inactif.
En outre, si le classement passe en dessous du seuil FIDE (1 000), le joueur est retiré de la liste et à nouveau considéré comme non classé. Il est ainsi à noter qu'un nombre conséquent de joueurs débutants ne sont pas (encore) intégrés au classement FIDE, faute d'obtenir un classement supérieur au seuil de 1 000 points requis.
Exemple 
Si un joueur classé 2 600 gagne contre un joueur classé 2 700 {\displaystyle (D=2600-2700=-100\ ;\ p(D)=0,36\ ;\ K=10\ ;\ W=1)},
son nouveau classement sera : {\displaystyle 2600+10(1-0,36)=2606,4}.
Pour la publication, on arrondira à l’entier le plus proche (2 606).

##### Parties non jouées
Qu’elles se produisent à cause d’un forfait ou pour toute autre raison, elles ne sont pas comptabilisées. Toute partie où les deux joueurs ont fait au moins un coup seront prises en compte pour le classement.

#### Performance Elo
On utilise la notion de performance Elo (Rp) pour caractériser la force d’un joueur dans un tournoi, en fonction de la moyenne des classements Elo des adversaires Rc (c pour compétition) et du résultat contre ceux-ci (p en pourcentage), elle est aussi parfois employée comme système de départage d’un tournoi au système suisse et pour la détermination de normes en vue de l'obtention de titres FIDE :

Rp = Rc + D(p)
Voici un exemple :
| Adversaire n° | Elo   | Résultat |
| ------------- | ----- | -------- |
| 1             | 1 150 | Gain     |
| 2             | 1 490 | Perte    |
| 3             | 1 260 | Gain     |
| 4             | 1 420 | Gain     |
| 5             | 1 510 | Gain     |
| 6             | 1 580 | Nulle    |

Rc = 1 402
Score sur les parties = 4 + 0,5 = 4,5 d'où p = 4,5 / 6 = 75 % et D (0,75) = 193
Performance Elo réalisée : Rp = 1 402 + 193 = 1 595.

### Autres classements
Les fédérations nationales utilisent souvent un système légèrement différent de celui de la Fédération internationale des échecs (FIDE).
Il existe souvent deux classements distincts : l’un au niveau international, géré par la FIDE, et dit « Classement FIDE » ou « Classement international », et un au niveau national, géré en France par la FFE, par la FQE au Québec, par la FCE (en) au Canada et par la FSE en Suisse, dit « Elo national ». Un joueur peut disposer à la fois d’un classement international et d’un ou plusieurs classements nationaux qui évoluent indépendamment.
Jusqu’en 1993, le seuil minimal du classement FIDE était fixé à 2 200, soit le niveau d’un candidat maître ; les amateurs ne disposaient alors que du classement national de leur pays. Il a été abaissé progressivement jusqu’à atteindre 1 000 depuis le 1er juillet 2012.
Depuis le 1er juillet 2009, la différence maximale entre deux classements pour le calcul des points gagnés ou perdus après chaque partie a été ramenée à 400 points au lieu de 350 précédemment.

### Classement en parties rapides et en blitz
En juillet 2012, la FIDE inaugure deux nouveaux classements, ceux de parties rapides et de blitz.
Autre nouveauté de juillet 2012, le classement officiel qui était établi tous les trois mois et qui depuis septembre 2009 était devenu bimestriel, devient mensuel.

## Niveau de jeu en fonction du nombre de points
Ces éléments sont donnés à titre indicatif.
- 1 000 : joueur débutant ou peu expérimenté (certains classements, comme celui de parties rapides de la Fédération française des échecs, débutent à 800 points) ;
- 1 200 : joueur amateur ;
- 1 400 : joueur de club de niveau intermédiaire ;
- 1 600 : bon joueur de club ;
- 1 800 : très bon joueur de club.

Les très forts joueurs peuvent acquérir des titres attribués par la FIDE en fonction de performances réalisées lors de compétitions et/ou si le prétendant a obtenu le classement Elo requis. Ils sont acquis à vie et le classement d’un titré peut ensuite redevenir inférieur au seuil imposé :
- 2 000 : candidat maître féminin (CMF ou WCM) ;
- 2 100 : maître de la Fédération internationale des échecs féminin (maître FIDE féminin, FF ou WFM) ;
- 2 200 : candidat maître (CM) ; maître international féminin (MIF, MF ou WIM) ;
- 2 300 : maître de la Fédération internationale des échecs (maître FIDE, F ou FM) ; grand maître international féminin (GMF, GF ou WGM) ;
- 2 400 : maître international (MI, M ou IM) ;
- 2 500 : grand maître international (GMI, G ou GM).

Il est à noter que les titres de candidat maître féminin et candidat maître ne sont habituellement pas mentionnés en regard des noms des joueurs concernés lors de tournois en France.

## Les numéros un mondiaux
Depuis l’adoption du classement par la FIDE en 1970, il n'y a que sept joueurs différents qui ont occupé successivement la première place. Garry Kasparov est le joueur étant resté numéro un le plus longtemps.
De 1972 à 1980, les classements Elo étaient publiés une fois par an. De janvier 1981 à juillet 2000, ils paraissaient deux fois par an (tous les six mois : en janvier et en juillet). De juillet 2000 à juillet 2009, ils étaient publiés quatre fois par an (un classement chaque trimestre : en janvier, avril, juillet et octobre). De septembre 2009 à juillet 2012, ils paraissaient tous les deux mois. Depuis août 2012, la parution est mensuelle.
Le classement Elo se calculant par rapport aux joueurs en activité à un moment donné, la comparaison des classements Elo entre joueurs à des époques différentes a peu de sens.

### De 1970 à janvier 2006
Bobby Fischer a cessé de participer aux compétitions après août 1972 (jusqu'en 1992) mais est resté numéro un jusqu'en 1975. De même, Garry Kasparov s'est retiré du circuit professionnel en avril 2005 (après le tournoi de Linares) et a conservé son classement Elo pendant un an (jusqu'en janvier 2006).
En janvier et juillet 1994, Kasparov fut exclu de la liste publiée par la Fédération internationale des échecs. Il fut réintégré dans la liste parue en janvier 1995.
En janvier 1996, Kramnik fut classé numéro un devant Kasparov grâce à un nombre de parties disputées plus élevé.
| Période                     | Numéro un mondial               | Elo max | Date(s) du meilleur Elo        |
| --------------------------- | ------------------------------- | ------- | ------------------------------ |
| janvier 1970 – janvier 1975 | Bobby Fischer                   | 2 785   | (juillet 1972)                 |
| janvier 1976 – juillet 1983 | Anatoli Karpov                  | 2 725   | (janvier 1978 et janvier 1980) |
| janvier 1984 – janvier 1985 | Garry Kasparov                  | 2 715   | (juillet 1984 et janvier 1985) |
| juillet 1985                | Anatoli Karpov                  | 2 720   | (juillet 1985)                 |
| janvier 1986 – juillet 1995 | / Garry Kasparov                | 2 815   | (juillet 1993)                 |
| janvier 1996                | Garry Kasparov Vladimir Kramnik | 2 775   | (janvier 1996)                 |
| juillet 1996 – janvier 2006 | Garry Kasparov                  | 2 851   | (juillet 1999 et janvier 2000) |

### Depuis avril 2006
En avril 2006, Kasparov était inactif depuis un an. Il fut retiré du classement FIDE.
En janvier 2008, Kramnik fut classé numéro un devant Anand grâce à un nombre de parties disputées plus élevé.
| Période                       | Numéro un mondial                  | Elo max | Date(s) du meilleur Elo     |
| ----------------------------- | ---------------------------------- | ------- | --------------------------- |
| avril 2006 – janvier 2007     | Veselin Topalov                    | 2 813   | (juillet et octobre 2006)   |
| avril 2007 – octobre 2007     | Viswanathan Anand                  | 2 801   | (octobre 2007)              |
| janvier 2008                  | Viswanathan Anand Vladimir Kramnik | 2 799   | (janvier 2008)              |
| avril 2008 – juillet 2008     | Viswanathan Anand                  | 2 803   | (avril 2008)                |
| octobre 2008 – novembre 2009  | Veselin Topalov                    | 2 813   | (juillet et septembre 2009) |
| janvier 2010 – septembre 2010 | Magnus Carlsen                     | 2 826   | (juillet et septembre 2010) |
| novembre 2010                 | Viswanathan Anand                  | 2 804   | (novembre 2010)             |
| janvier 2011                  | Magnus Carlsen                     | 2 814   | (janvier 2011)              |
| mars 2011 – mai 2011          | Viswanathan Anand                  | 2 817   | (mars et mai 2011)          |
| depuis juillet 2011           | Magnus Carlsen                     | 2 882   | (mai 2014 et août 2019)     |

Le classement Elo maximum indiqué est celui de la période considérée (ce qui ne correspond pas toujours au meilleur classement Elo du joueur).

## Classement
| Rang | Nom                       | Fédération  | Classement Elo | Né en |
| ---- | ------------------------- | ----------- | -------------- | ----- |
| 1    | Magnus Carlsen            | Norvège     | 2 837          | 1990  |
| 2    | Hikaru Nakamura           | États-Unis  | 2 804          | 1987  |
| 3    | Erigaisi Arjun            | Inde        | 2 782          | 2003  |
| 4    | Fabiano Caruana           | États-Unis  | 2 777          | 1992  |
| 5    | Dommaraju Gukesh          | Inde        | 2 776          | 2006  |
| 6    | Nodirbek Abdusattorov     | Ouzbékistan | 2 767          | 2004  |
| -    | Rameshbabu Praggnanandhaa | Inde        | 2 767          | 2005  |
| 8    | Alireza Firouzja          | France      | 2 766          | 2003  |
| 9    | Wei Yi                    | Chine       | 2 758          | 1999  |
| 10   | Ian Nepomniachtchi        | Russie      | 2 757          | 1990  |

Source : (en) « Top 100 mixte », sur Fédération internationale des échecs, 1er mai 2025

## Classement des ordinateurs
La SSDF est une association suédoise établissant un classement des moteurs d'échecs. Elle a été créée en 1984 et le premier classement Elo de la SSDF a été publié dans la revue PLY de la même année. Toutefois, le spécialiste des échecs par correspondance Tim Harding (en) a affirmé - mais cela a pu changer depuis - que les performances réalisées par des ordinateurs contre d'autres ordinateurs sont « trompeuses car les programmeurs jouent au plus fin avec leurs bibliothèques d'ouvertures conçues pour exploiter les faiblesses des répertoires de leurs rivaux ».
Les meilleurs logiciels commerciaux d'échecs comme Stockfish, Komodo ou Houdini ont un Elo supérieur à 3 400. Hors commerce, AlphaZero (dans sa version jeu d'échecs) pourrait avoir un niveau encore bien supérieur.

## Utilisation du classement Elo dans d'autres jeux
Le système Elo est utilisé dans certains jeux vidéo, tels Destiny, Clash of Clans, Rocket League, League of Legends, Counter-Strike 2, Age of Empires II: Definitive Edition (dans ces cas, le système a été adapté au jeu par équipe) Ruzzle  ou encore sur certains salons de SuperTuxKart (par exemple SuperTournament soccer STK games) ; il est également utilisé pour le Scrabble.

## Autour du classement Elo
Le film The Social Network montre Mark Zuckerberg cherchant à classer sur un axe unique d'attractivité tous les visages d'un trombinoscope alors que les avis de ses amis ne peuvent les classer que deux par deux, et s'inspirer à cette fin de la formule de calcul d'Elo, que l'on voit brièvement sur la fenêtre de la chambre de Zuckerberg à un moment du film.